# 渡部篤
渡部 篤（わたなべ あつし、1952年4月12日 - ）は、日本の政治家。衆議院議員（1期）、福島県議会議員（4期）、会津若松市議会議員（2期）を歴任した。福島県会津若松市出身。

## 略歴
福島県立若松商業高等学校、駒澤大学経営学部卒業。衆議院議員の八田貞義の秘書を務める。
学生時代は右翼系の学生運動に参加していた。
30歳で会津若松市議会議員に当選し2期、福島県議会議員を4期務めた。2005年の第44回衆議院議員総選挙に自由民主党公認で立候補し、福島4区では渡部恒三に敗れたが、比例東北ブロックで復活し初当選した。
2007年6月14日、『ワシントン・ポスト』に掲載されたアメリカ合衆国下院121号決議の全面撤回を求める広告「THE FACTS」の賛同者に名を連ねた。
2009年8月30日の第45回衆議院議員総選挙には自民党の公認と公明党の推薦を受けて福島4区に立候補したが、渡部恒三に敗れて、比例復活もならず落選した。
2024年11月の秋の叙勲で、旭日小綬章を受章した。

## 著書
- 『草の根保守宣言』 展転社、2006年6月8日。ISBN 9784886562869